# 永安街道 (武汉市)
永安街道，是中华人民共和国湖北省武汉市蔡甸区下辖的一个乡镇级行政单位。

## 行政区划
永安街道下辖以下地区：
永安社区、万岭村、永安村、朴树村、东跃村、新六村、花园村、炉房村、火焰村、桐山头村、长征村、曹河村、老湾村、古迹村、严湾村、世城村、洪城村、向集村、柏木村、永丰村、高新村和竹林村。